# Patia rhetes
Patia rhetes är en fjärilsart som först beskrevs av William Chapman Hewitson 1857.  Patia rhetes ingår i släktet Patia och familjen vitfjärilar. Inga underarter finns listade i Catalogue of Life.

## Bildgalleri

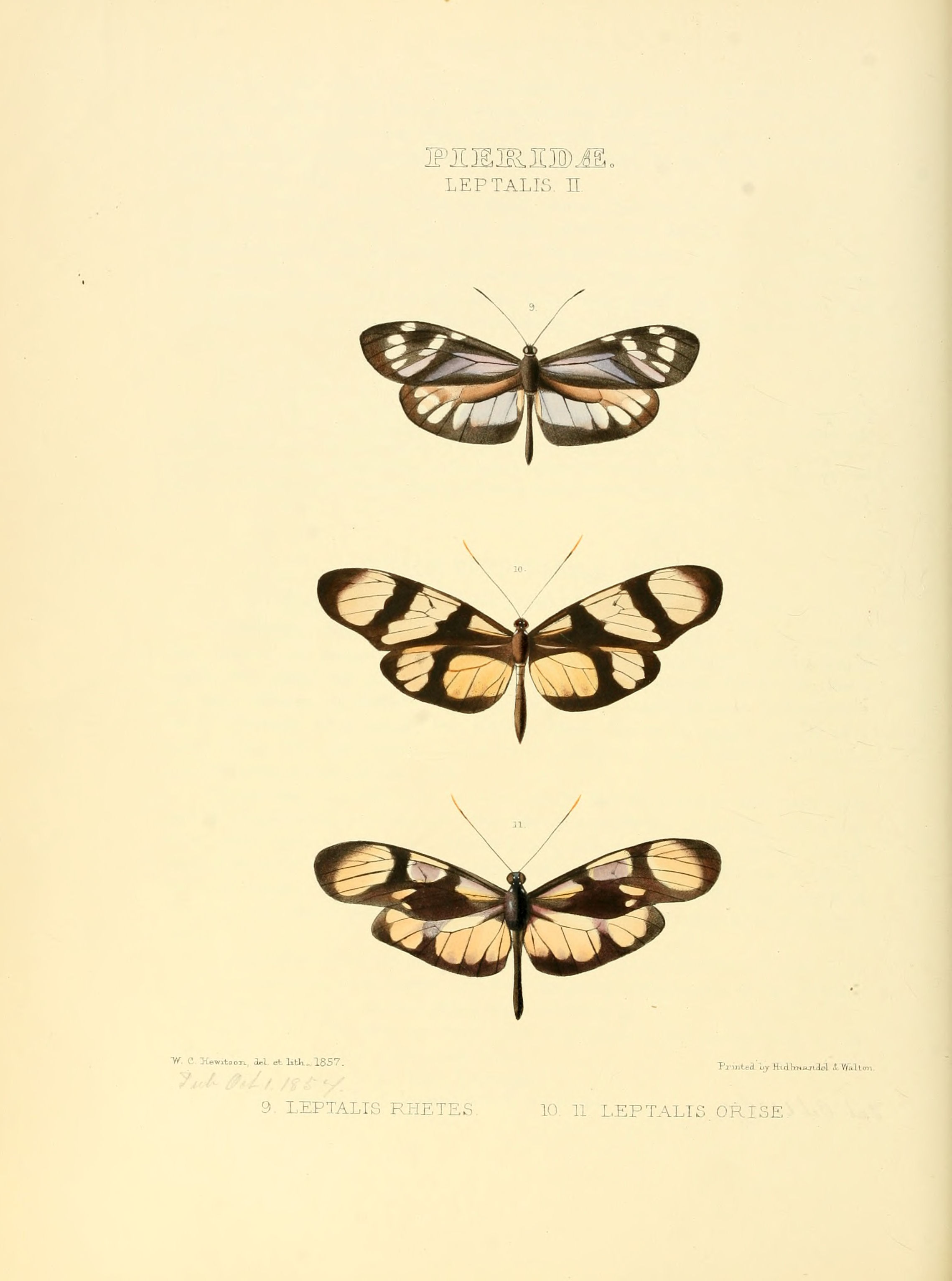
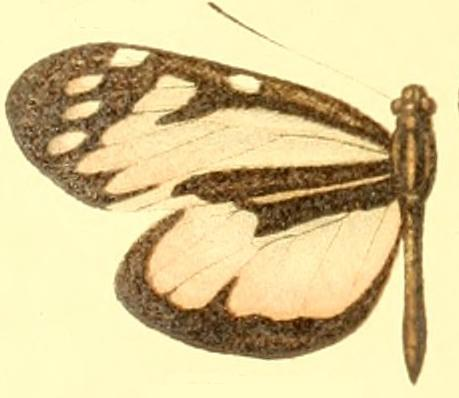
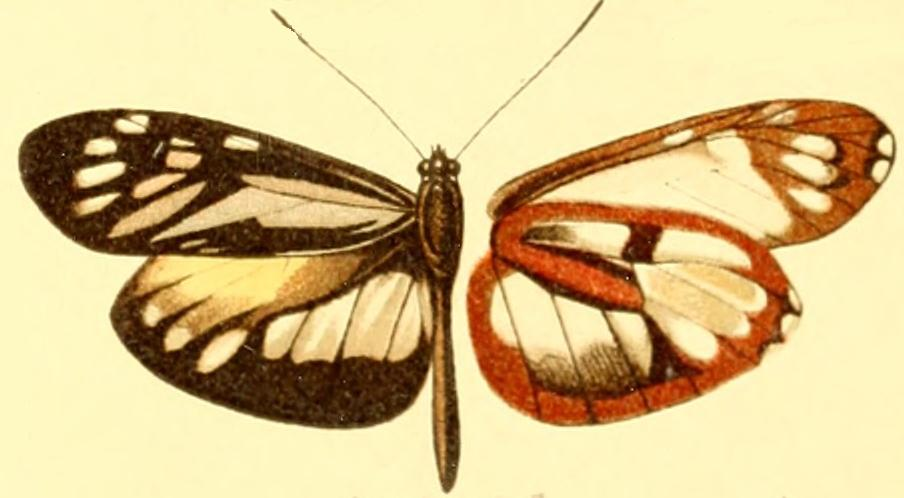